# XMODEM
XMODEM（えっくすもでむ）は、バイナリ転送プロトコルの一種である。128バイト単位で非同期通信を行う。開発者の Ward Christensen がパブリックドメイン扱いで仕様を公開したため、パソコン通信で広く使われた。XMODEMを元に考案されたプロトコルも多く、またXMODEM自身にもいくつかのタイプがある。

## 特徴
- 構造が簡単。ただし転送効率が悪い。
- 128バイトもしくは1024バイト単位でデータを転送する。
- エラー検出に8ビットのチェックサムもしくは16ビットのCRC符号を利用する。
- 転送エラーがあった場合、エラーのあったブロックを再送することができる。しかし指定したブロックからやり直す機能はない。
- ファイル名やファイルサイズ、タイムスタンプなどのファイル情報を転送する機能はない。
- 一度に転送できるのは1ファイルのみ（バッチ転送不能）。
- ファイルの末尾がEOF文字(1Ah)であった場合にファイルの破損を招く可能性がある。データブロックのパディングにEOF文字を使用するが、ファイルサイズを転送する機能がないので、それがファイルデータの一部なのか「詰め物」なのか判別できないためである。
- コントロールコードのクォート（置換）処理を行わない。このため、XON/XOFF文字によるフロー制御を行っている場合には不具合をきたす可能性がある。

## XMODEMの種類
XMODEM/SUM128バイト単位でデータを転送し、エラー検出に8ビットのチェックサムを使用する。単に "XMODEM" といった場合は XMODEM/SUM を指す場合が多い。
XMODEM/CRC128バイト単位でデータを転送し、エラー検出に16ビットのCRCを使用することで信頼性の向上を図ったもの。
XMODEM/1k1024バイト単位でデータを転送し、エラー検出に16ビットのCRCを使用することで転送速度と信頼性の向上を図ったもの。
Flying-XMODEM本来はデータブロックを全て受け取り、エラーがないことを確認した上で送信側に送るACKを、データブロックを受け取り終わる前に先に送ってしまう（フライングする）ことで転送速度の向上を図ったもの。-/SUM、-/CRC、-/1kのいずれに対しても使用される。規約違反であり、性質上エラーがあっても回復することができない。

## 手順
SOH、STX、EOT、ACK、NAK、CANの6つのコントロールコードと文字 ’C’(43h) を使用して通信制御を行い、後述するデータブロックの単位でデータを転送する。

### 基本的な流れ
| 受信側          |   | 送信側          |
| --------------- | - | --------------- |
| NAK（送信要求） | → |                 |
|                 | ← | ブロック1       |
| ACK（肯定応答） | → |                 |
|                 | ← | ブロック2       |
| ACK             | → |                 |
| （中略）        |   |                 |
|                 | ← | 最終ブロック    |
| ACK             | → |                 |
|                 | ← | EOT（転送終了） |
| ACK             | → |                 |
| （通信終了）    |   |                 |

1. 受信側が送信要求としてNAKを送出する。XMODEM/CRCもしくはXMODEM/1kではNAKではなく ’C’ を送出する。
2. 送信側が最初のデータブロックを送出する。
3. 受信側はブロック番号、チェックサムやCRC符号を確認し、受信したデータにエラーがないことを確認した後にACKを送出する。Flying-XMODEMではデータブロックを受け取り終わる前にACKを送出してしまう。
4. ACKを受けた送信側は次のデータブロックを送出する。全てのデータを送出するまでこれを繰り返す。全てのデータを送出し終わった場合は、送信すべきデータが終了したことを示すEOTを送出する。
5. 受信側がACKを送出し、通信を終了する。

### エラーが発生した場合
| 受信側                                |   | 送信側                              |
| ------------------------------------- | - | ----------------------------------- |
|                                       | ← | ブロック7                           |
| ACK                                   | → |                                     |
|                                       | ← | ブロック8                           |
| （ブロック8に何らかのエラーがあった） |   |                                     |
| NAK（再送要求）                       | → |                                     |
|                                       | ← | ブロック8（再度同じブロックを送出） |
| ACK                                   | → |                                     |
|                                       | ← | ブロック9                           |

ブロック番号がおかしい、チェックサムやCRC符号とデータの間に矛盾があるなどのエラーが発生した場合、受信側はACKの代わりにNAK（否定応答）を送出する。NAKを受信した送信側は再度同じデータブロックを送出する。ブロック番号を指定して送信を要求する機能はないため、ブロック番号が連続しない場合やFlying-XMODEMの場合は中断処理（後述）を行うことになる。

### 中断処理
一定時間待っても相手側からの応答がない、Flying-XMODEM転送中にエラーが発生したなど、何らかの事情により転送途中に通信を終了させたい場合はCANを送出する。これは受信側・送信側のどちらが送出しても良い。

### データブロック構成
| ヘッダ  | データブロック番号 | データブロック番号の1の補数 | データ                      | チェックサムもしくはCRC符号 |
| ------- | ------------------ | --------------------------- | --------------------------- | --------------------------- |
| 8ビット | 8ビット            | 8ビット                     | 128バイトもしくは1024バイト | 8ビットもしくは16ビット     |

ヘッダデータのサイズを表す。128バイトであればSOH、1024バイトであればSTXをセットする。
データブロック番号ブロック番号をセットする。1から開始して1ずつカウントアップし、255の次は0になる。
データブロック番号の1の補数ブロック番号の1の補数（全ビットを反転させたもの）をセットする。
データ送信するデータを128バイトもしくは1024バイト単位でセットする。送信するデータが128バイトもしくは1024バイトに満たない場合はEOFでパディングする（空いた部分を埋める）。
チェックサムもしくはCRC符号8ビットのチェックサム、もしくは16ビットのCRC符号をビッグエンディアンでセットする。

## 発展
XMODEMは効率があまり良くないため、これを改良したYMODEM、ZMODEMなどが後に開発された。